# 鄭文
| 姓名         | 鄭文         |
| 出身地       | -            |
| 職官         | 偏将軍〔魏〕 |
| 陣営・所属等 | 曹叡         |
| 家族・一族   | -            |

鄭 文（てい ぶん）は、中国の通俗歴史小説『三国志演義』に登場する架空の人物。

## 物語中の活躍
魏の偏将軍、司馬懿配下として、『演義』第102回に登場する。
司馬懿の命により、同僚の秦朗を特別扱いすることへの不満を唱えて、蜀漢の諸葛亮に偽降を図る。この時、鄭文は秦朗の偽者（弟の秦明）を斬って信用させようとしたが、たちどころに諸葛亮に見抜かれ、捕縛されてしまう。鄭文が泣いて命乞いをすると、諸葛亮は、命が惜しければ司馬懿をおびき寄せる書面を書け、と迫り、鄭文はその通りに従う。
このため、司馬懿に先鋒を命じられて蜀軍を攻撃した秦朗は伏兵に遭って討ち取られ、司馬懿も辛うじて退却する。その後、諸葛亮は鄭文を用済みと見做し、これを斬り捨ててしまう。